# Мерзебурзька марка
Мерзебурзька марка (нім. Mark Merseburg) або Мерзебурзьке маркграфство (нім. Markgrafschaft Merseburg) — недовговічна марка (прикрдонна територія) Священної Римської імперії на землях полабських слов'ян зі столицею в місті Мерзебург, що існувало на території сучасної землі Саксонія-Ангальт. Утворена в 965 році шляхом розділу Саксонської східної марки, ліквідоване у 982 році в результаті приєднання до Майсенської марки.
Маркою керували представники роду Екехардинів. Першим правителем був Гюнтер Мерзебурзький, що правив у 965—976 та 979—982 роках. У 976—978 роках, під час вигнання Гюнтера, маркою правив Тітмар I († 978).

## Історія
В 965 році, після смерті бездітного маркграфа Ґеро I Залізного († 20 травня 965), його розлога Саксонська східна марка, яку також називали Маркою Ґеро (Marca Geronis), була розділена на п'ять менших марок: Північну, Лужицьку, Мерзебурзьку, Цайцьку і Майсенську.
В новоутворену Мерзебурзьку марку навколо Мерзебурга, колишньої столиці Марки Геро, імператор Оттон I Великий призначив маркграфом Гунтера з династії Еккехардинерів. У 976 році Гунтер спільно з герцогом Баварським Генріхом II підняв повстання проти сина Оттона I, імператора Оттона II Рудого. Оттон II конфіскував Мерзебург і передав його в управління маркграфу Майсенському Тітмару I, тоді Гюнтер і його син Екк були вигнані. Повернувшись із вигнання після загибелі Тітмара, Гунтер примирився з імператором і Оттон II у 979 році повернув йому титул маркграфа Мерзебурзького. Титул маркграфа Майсенського залишався два роки вакантним, поки Гунтер у 981 році не отримав і його.
Після загибелі Гунтера в 982 році в битві з сарацинами в Калабрії, маркграфом у цих землях став Рікдаг II. Він об'єднав під своєю владою Лужицьку, Майсенську і Мерзебурзьку марки. Наступники Оттона незабаром спростили цю систему прикордоннихї марок, скоротивши кількість маркграфств з шести, що існували наприкінці правління Оттона, до трьох: колишньої Північної марки, Східної Саксонської марки (ідентичної Лужицькій марці) та Майсенської марки, до якої увійшла територія колишньої Мерзебурзької марки.

## Маркграфи Мерзебурзькі

### Перші маркграфи
920-е-932/937: Тітмар (бл. 850—932/937) — граф у Північній Тюрінгії та Харцгау
932/937-937: Зігфрід I (пом. 10 липня 937) — граф Мерзебурзький, «легат» Східної Саксонської марки з 936
937—965: Геро I Залізний (бл. 900-20 травня 965) — маркграф Східної Саксонської марки з 937

### Маркграфи з 965 року
965—976: Гунтер (помер 13 липня 982) — маркграф Мерзебурзький в 965—976 і 979—982, маркграф Мейсенський і Цайцький з 981
976—979: Тітмар I — маркграф Майсенський і Мерзебурзький з 976
979—982: Гунтер (повторно)
982—985: Рікдаг II — маркграф Майсенський, Цайцький і Мерзебурзький з 982 року
Об'єднано з Майсенським маркграфством.